# Värmestrålning

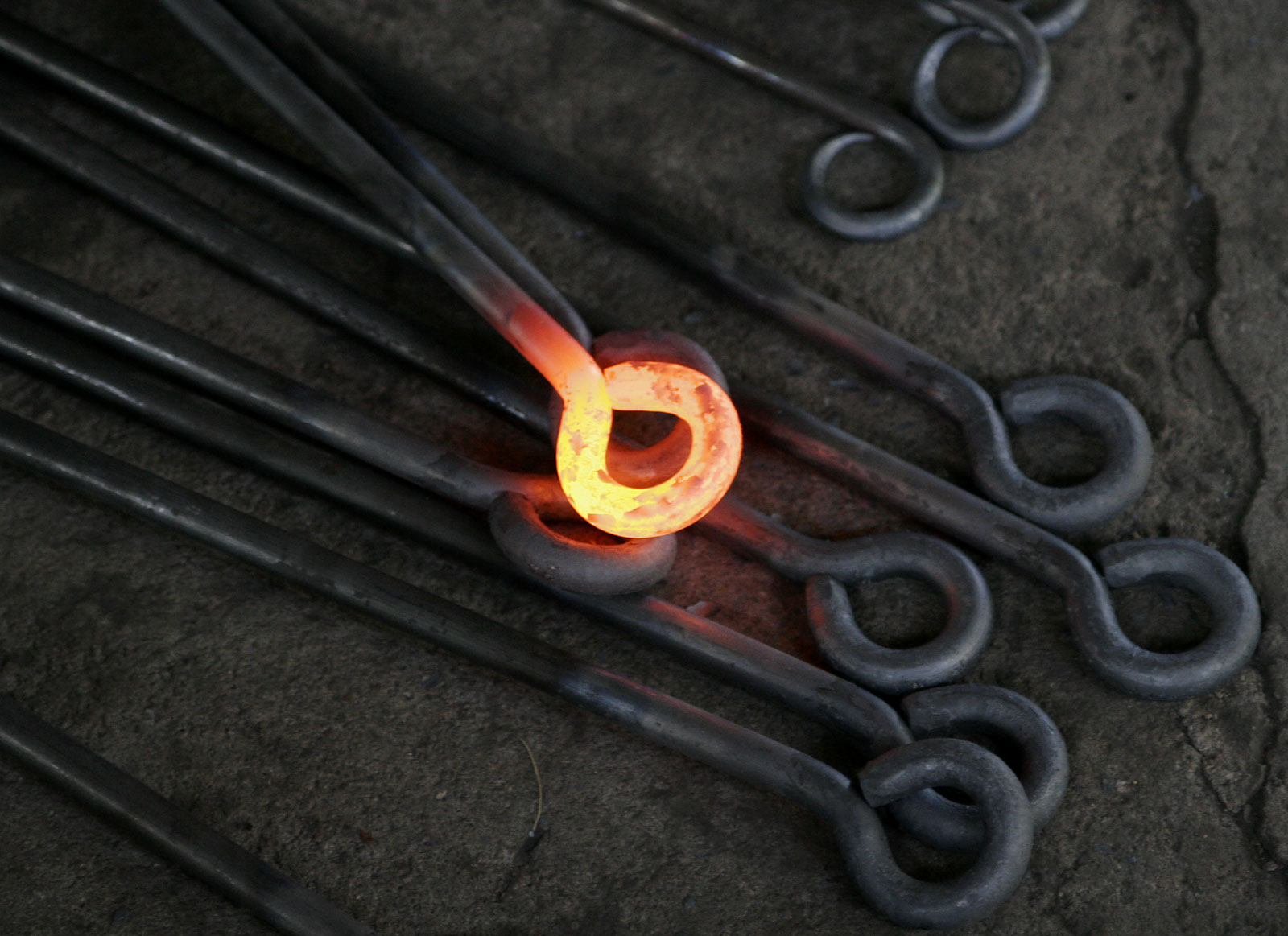
Ett varmt metallföremål lyser eftersom det utsänder värmestrålning. En del av denna strålning är i form av synligt ljus. Värmestrålning utsänds dock över ett stort område av våglängder.

Värmestrålning är elektromagnetisk strålning som utsänds från ytor på grund av deras temperatur. Strålning är tillsammans med konduktion och konvektion en av de tre klassiska formerna av värmeöverföring. Denna form av värmeöverföring kräver inget förmedlande medium, värme kan stråla genom vakuum. Ett exempel på värmeöverföring genom strålning är hur solen värmer jorden, genom rymden. 
I de temperaturer vi är vana med i vardagliga sammanhang är en stor del av värmestrålningen i form av infraröd strålning. Det är dock en vanlig missuppfattning att infraröd strålning och värmestrålning skulle vara samma sak. All elektromagnetisk strålning kan värma en yta. Ljuset från en glödlampa är också ett exempel på värmestrålning. Strålningsspektrum av termisk strålning beskrivs av formlerna för svartkroppsstrålning och av ytans emissivitet.